# Щоткін Олексій Олександрович
Олексій Щоткін (каз. Алексей Щеткин, нар. 21 травня 1991, Талдикорган) — казахський футболіст, нападник клубу «Астана».
Виступав, зокрема, за клуби «Жетису», «Атирау» та «Астана», а також національну збірну Казахстану.
Чемпіон Казахстану. Дворазовий володар Суперкубка Казахстану.

## Клубна кар'єра
У дорослому футболі дебютував 2010 року виступами за команду клубу «Жетису», в якій провів три сезони, взявши участь у 84 матчах чемпіонату. Більшість часу, проведеного у складі «Жетису», був основним гравцем атакувальної ланки команди.
Своєю грою за цю команду привернув увагу представників тренерського штабу клубу «Атирау», до складу якого приєднався 2013 року. Відіграв за команду з Атирау наступний сезон своєї ігрової кар'єри.
Протягом 2014 року захищав кольори команди клубу «Тараз».
У 2015 році уклав контракт з клубом «Астана», у складі якого провів наступний рік своєї кар'єри гравця.  Граючи у складі «Астани» також здебільшого виходив на поле в основному складі команди.
Згодом з 2016 по 2017 рік грав у складі команд клубів «Актобе» та «Тобол» (Костанай).
До складу клубу «Астана» приєднався 2018 року. Станом на 31 серпня 2018 року відіграв за команду з Астани 21 матч в національному чемпіонаті.

## Виступи за збірні
Протягом 2011–2012 років залучався до складу молодіжної збірної Казахстану. На молодіжному рівні зіграв у 12 офіційних матчах, забив 1 гол.
У 2013 році дебютував в офіційних матчах у складі національної збірної Казахстану.

## Титули і досягнення
- Чемпіон Казахстану (1):

«Астана»: 2015
- Володар Суперкубка Казахстану (3):

«Астана»: 2015, 2018, 2020